# Sensfelder Hof
Der Sensfelder Hof ist ein Weiler in Gräfenhausen, einem Stadtteil von Weiterstadt im Landkreis Darmstadt-Dieburg in Hessen.

## Geografische Lage
Der Weiler Sensfelder Hof liegt am östlichen Rand der Gemarkung Gräfenhausen/Weiterstadt und westlich des Darmstädter Stadtteils Wixhausen. Von der Ortslage Gräfenhausen ist der Weiler durch die dicht vorbeiführende Autobahn A 5 getrennt.

## Geschichte
Die älteste erhaltene Erwähnung des Sensfelder Hofs stammt von 1209 (Urkundenbuch des Klosters Eberbach).
1821 wurde der Sensfelder Hof dem Bezirk des Landgerichts Langen zugeordnet und wechselte 1853 wohl in den Bezirk des Landgerichts Darmstadt.

## Gebäude

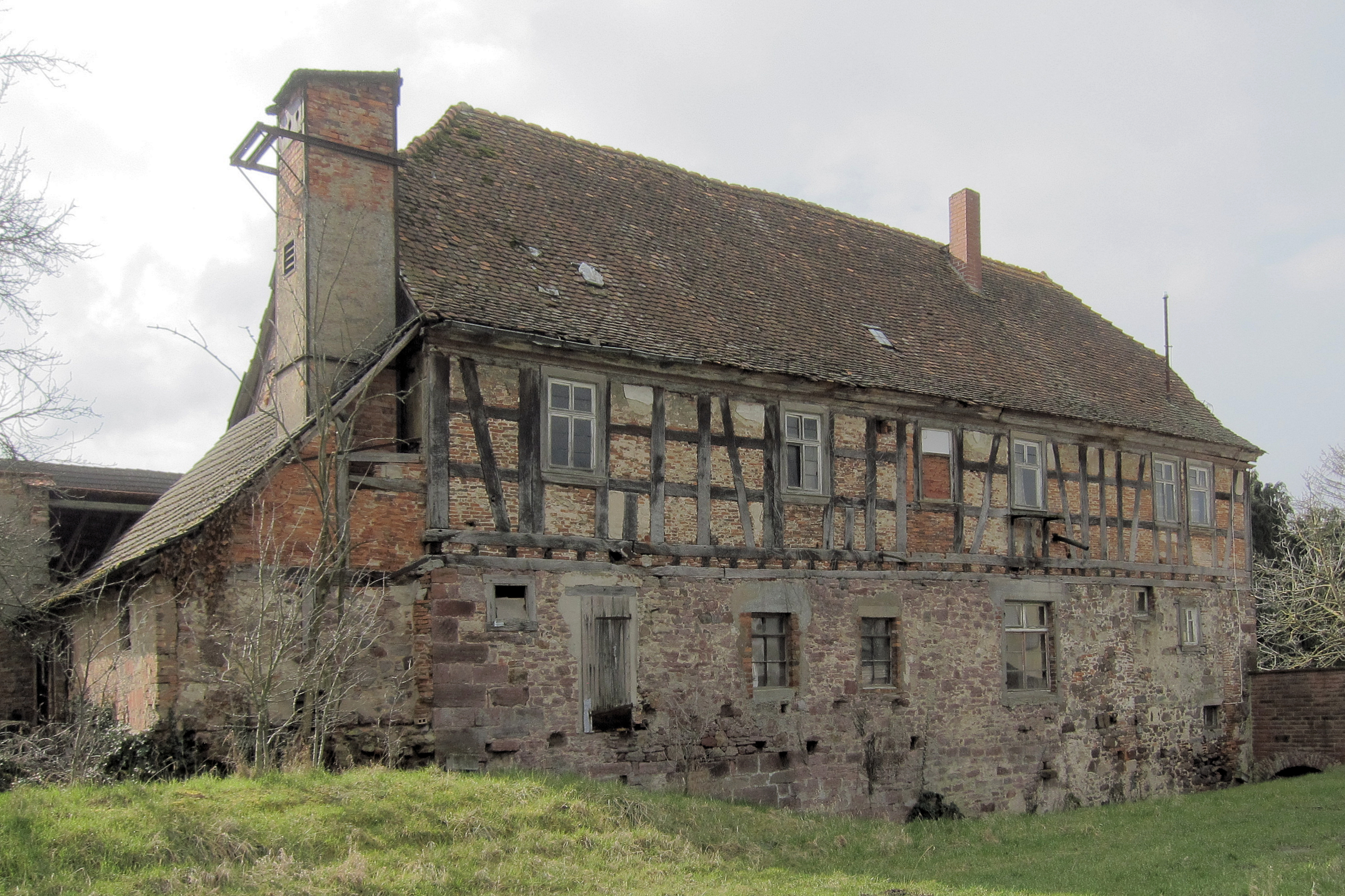
Ehemalige Sensfelder Mühle im März 2021

Der Weiler bestand ursprünglich aus einem Hofgut und einer Wassermühle am Mühlbach. Das historische Mühlengebäude wurde wahrscheinlich im 18. Jahrhundert erbaut. Es ist ein wuchtiger zweigeschossiger Bau mit einem massiven Erdgeschoss und einem Obergeschoss in Fachwerk-Bauweise mit beidseitigem Halbwalm. Mühle und Hofgut waren bis 1957 in Betrieb.
Der Mühlgraben mit einer kleinen Bogenbrücke aus Natursteinen ist erhalten.
Später kamen neben den historischen Gebäuden einige Wohnhäuser und ein Bauernhof hinzu.

## Denkmalschutz
Die historischen Gebäude sind aufgrund der architektonischen, industriegeschichtlichen, ortsgeschichtlichen und wirtschaftsgeschichtlichen Bedeutung aufgrund des Hessischen Denkmalschutzgesetzes ein Kulturdenkmal und stehen unter Denkmalschutz.